# Château de Failloux
Le château de Failloux bâti au XVIIIe siècle est situé sur la commune de Jeuxey dans les Vosges.
Il n'est situé qu'à quelques kilomètres du centre historique d'Épinal.
Le château de Failloux tire son nom du hameau où il se trouve, la Grande Failloux. 
Étymologiquement, le terme « Failloux » viendrait du fait que les bois qui l'habitent soient des feuillus, peu répandus dans une région où les résineux dominent.
Bien que se situant administrativement sur la commune de Jeuxey, le site du Failloux est très à l'écart du village et se rapproche plus de la commune d'Épinal de laquelle il n'est séparé que d'une route.
Le château de Failloux possède deux pigeonniers reliés les uns aux autres par une série de piques et une grille ornementée signée par les ateliers Jean Lamour, réalisateurs des grilles de la Place Stanislas de Nancy.

## Origine
Cinq siècles d’histoire bercent le domaine de Failloux. La première référence faisant état du domaine dans les archives date de 1445. 
Les historiens s’étant penchés sur la date de construction du château n’ont pu réussir à l’identifier avec certitude. Néanmoins, un document permet d’affirmer que le château existait en 1736. Les lettres du Duc de Lorraine, François III, en date du 3 juillet 1736 érigeant le fief de Failloux, indiquent parmi les propriétés du Sieur Masson ; « il y a une maison de maître. » François-Léopold Masson devenait donc premier seigneur de Failloux,

## Description
Cette « maison de maître » répond aux critères des châteaux tel qu’on l’entendait au XVIIIe siècle, puisque cette demeure comprend deux pigeonniers, un clocher, un parc, et des dépendances. Il convient donc de parler du château de Failloux, comme il sera communément dénommé dans divers récits.

### Le château

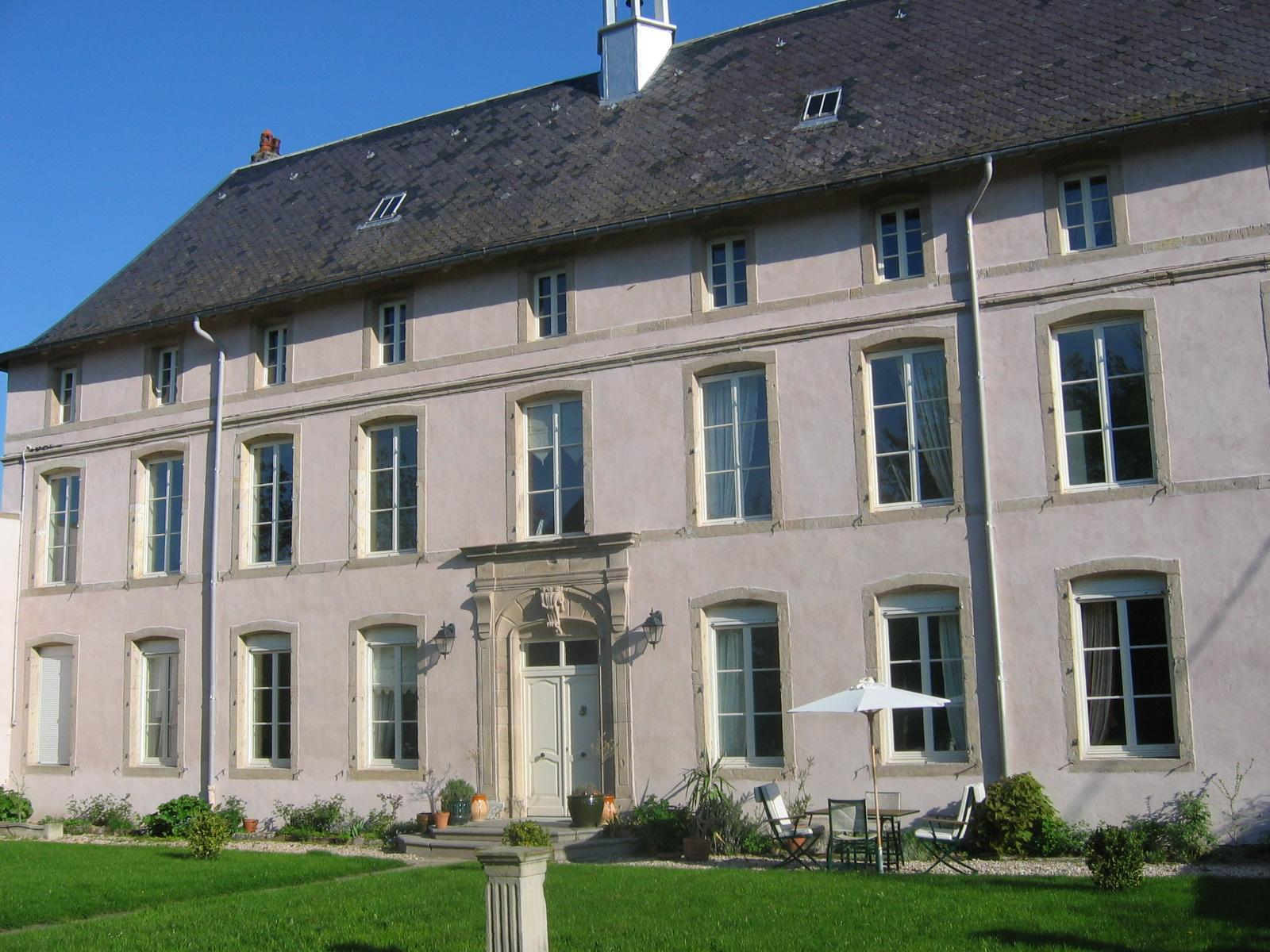
Les 26 fenêtres de la façade principale

Le château est un bâtiment étroit, pour 24 mètres de long, il n’a que 6,50 mètres de large pour une hauteur de 8,50 mètres environ, représentant trois étages et un grenier. 
Trois caves voûtées d’une faible hauteur, soutiennent l’ensemble.
Le château comptait à l’époque de sa construction 21 pièces dont une était utilisée pour s’adonner à une version réduite du jeu de paume.
Aux alentours de 1772, l’arrière du château a été élargi pour des raisons vraisemblables de commodité. 
Deux cheminées « à la royale » d’époque ornent un salon et une chambre. Dans cette dernière, il convient de préciser que la plaque située au fond de la cheminée est décorée d’un blason coiffé d’une couronne royale et de fleurs de lys.
L’escalier d’honneur desservant les étages est à l’image des châteaux de l’époque. 
Il est formé de travées d’un seul bloc sur lesquelles reposent les 21 marches reliant le rez-de-chaussée au premier étage. 
Ces dernières sont relativement basses et larges.
La rampe en fer sort des mêmes ateliers que les grilles de l’entrée. On y retrouve un style typique et très en vogue à l’époque.

### La cour du château

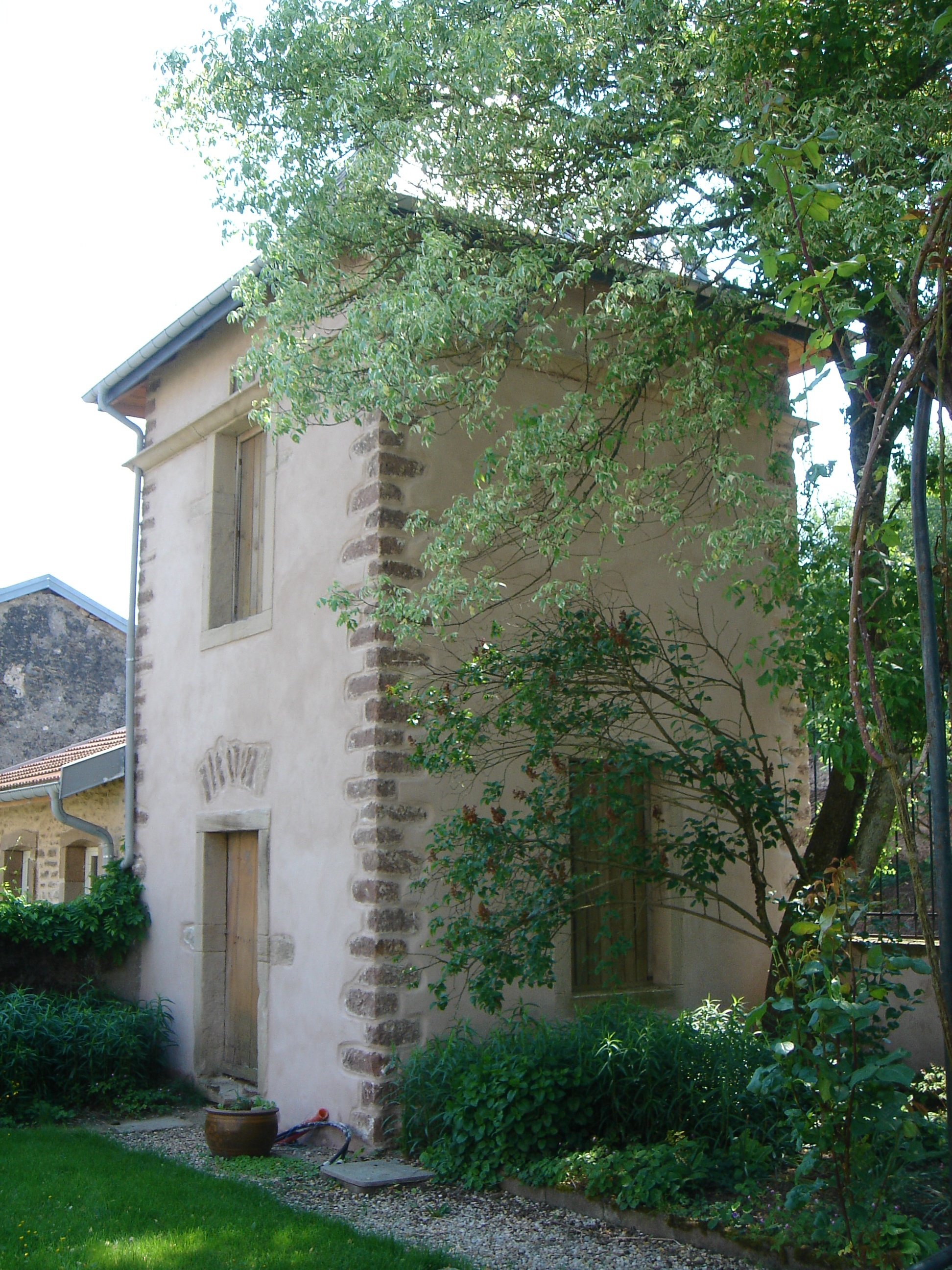
Un des deux pigeonniers qui sont situés de part et d'autre de la grille d'entrée. Dans celui-ci, on trouve un four à pain et un fumoir à cochon.

La cour est en forme de quadrilatère de 24 m sur 24 m. 
Dans les angles, près de l’entrée, sont construits deux pavillons à deux niveaux, aux toits à quatre pans couverts d’ardoises. Celui de droite renferme à l’étage le pigeonnier encore intact, au rez-de-chaussée, on y trouve une cheminée bien conservée, prolongée sur la cour de la ferme, il abrita un four à pain. 
Entre ces deux pavillons, un mur supporte une suite de barreaux cylindriques surmontés de pointes de pique. 
Deux piliers de pierre terminés par une urne, donnent appui aux grilles de la porte d’entrée.
Une allée de pierre conduit au château. 
À sa droite, une fontaine : d’une tête d’un dieu aquatique sort un filet d’eau ; ferronneries de style géométriques comme ornement. 
Le tout est surmonté d’une grande urne.

### Le toit

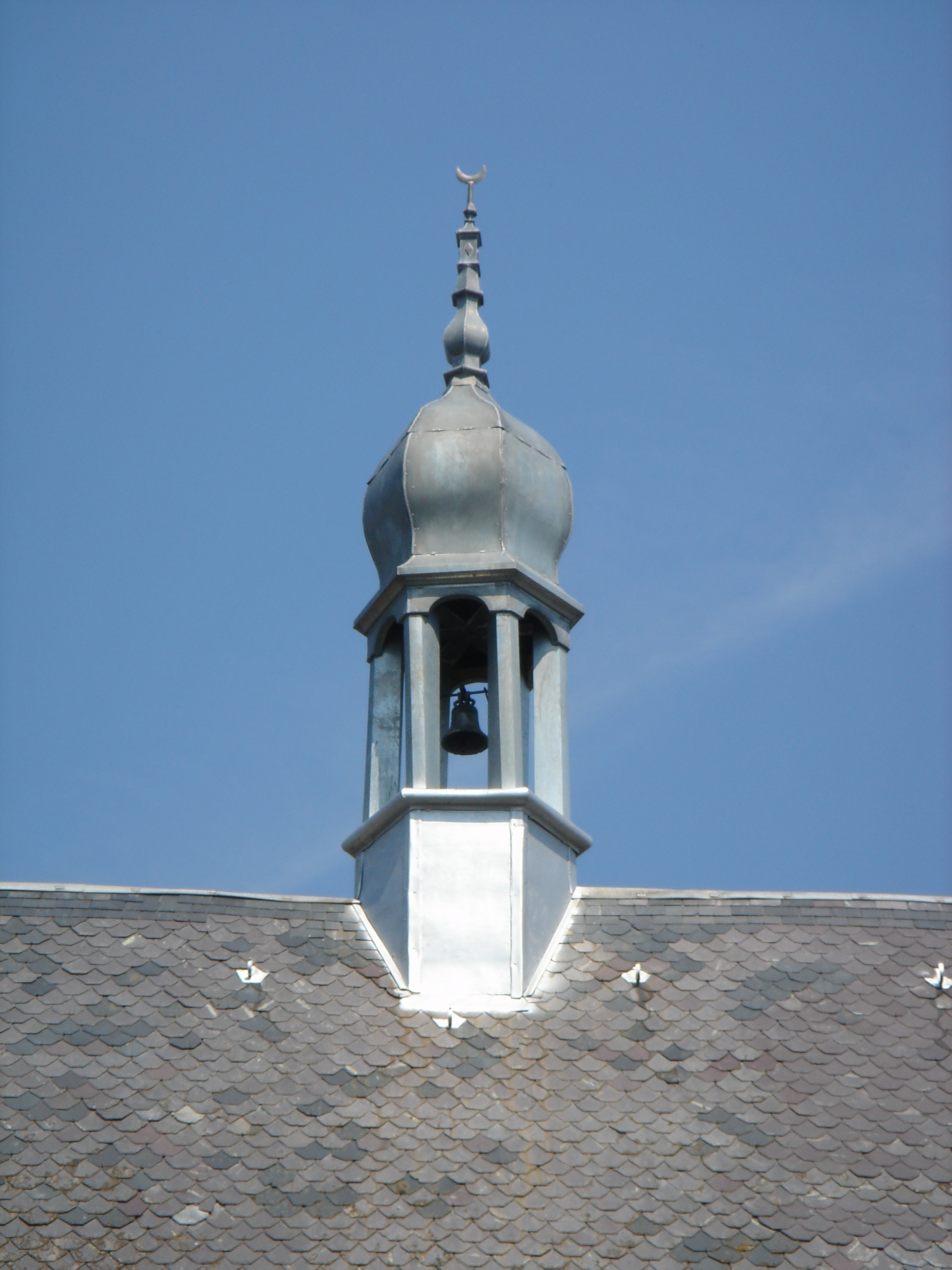
La cloche datée du XVIIe siècle et gravée "Jesu Maria" située au sommet du toit.

Le toit à croupes à quatre pans est couvert d’ardoises et dominé par un campanile habité d’une cloche datée de 1625 et gravée « Jesus Maria ». 
Au sommet de ce campanile, on distingue un croissant couché. Il est vraisemblable que ce symbole soit importé de la culture ottomane très à la mode au XVIIIe siècle.
La toiture a été rénovée au printemps 2020 tout en respectant l’harmonie de la bâtisse. En trois siècles, c’est la troisième couverture. La première était faite de bardeaux de chênes, la seconde et l’actuelle en ardoises.

### Les grilles

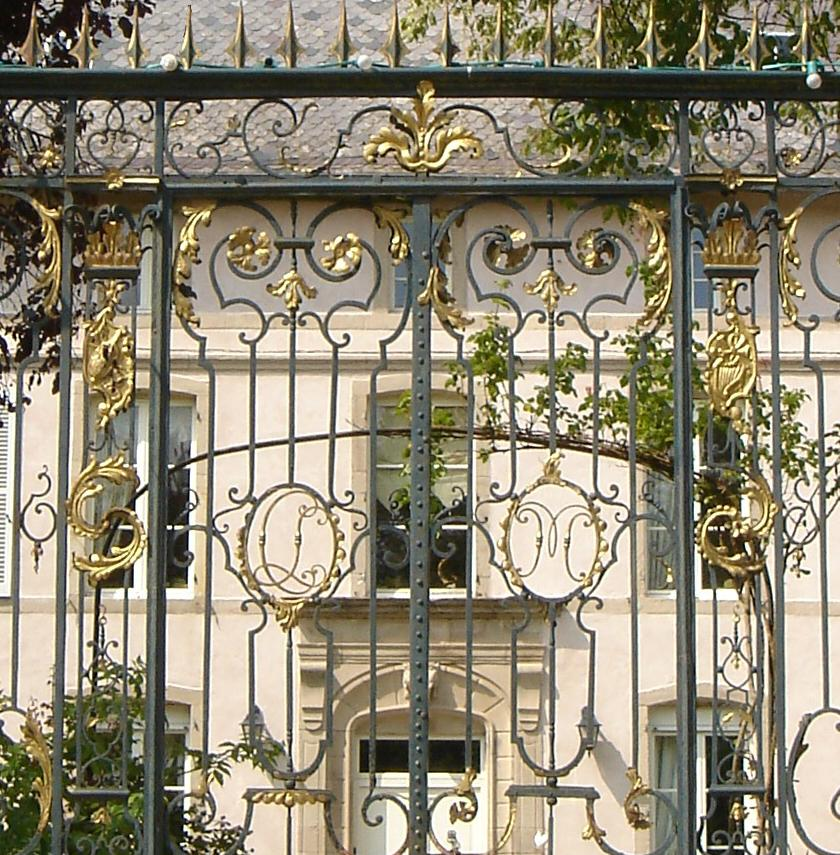
Les grilles du Château, réalisées par les ateliers Jean Lamour, 1re moitié du XVIIIe siècle.

La grille d’entrée est attribuée au célèbre ferronnier Jean Lamour à qui l’on doit celles qui habillent la Place Stanislas à Nancy. Les initiales du premier propriétaire figurent dans la partie haute de la grille (François-Léopold Masson), et celles de la famille Collinet de la Salle figurent dans la partie basse.
Il suffit maintenant d’examiner cette grille pour imaginer la destination du château.           
De chaque côté des parties centrales, on distingue une suite de rocailles, des violons, des harpes, des fifres, des cornemuses, des cors et des cornes de chasse.
Les premiers instruments renvoient aux plaisirs de la musique, voire de la danse, les derniers semblent appelés à discipliner la chasse.
Par leur décoration, les piles qui supportent la grille donnent un mouvement d’assise solennelle à l’ensemble.
Durant la Première Guerre mondiale en 1914, ces grilles auraient été démontées et cachées en lieu sûr de peur que l’ennemi allemand ne s’en saisisse.

### Le parc

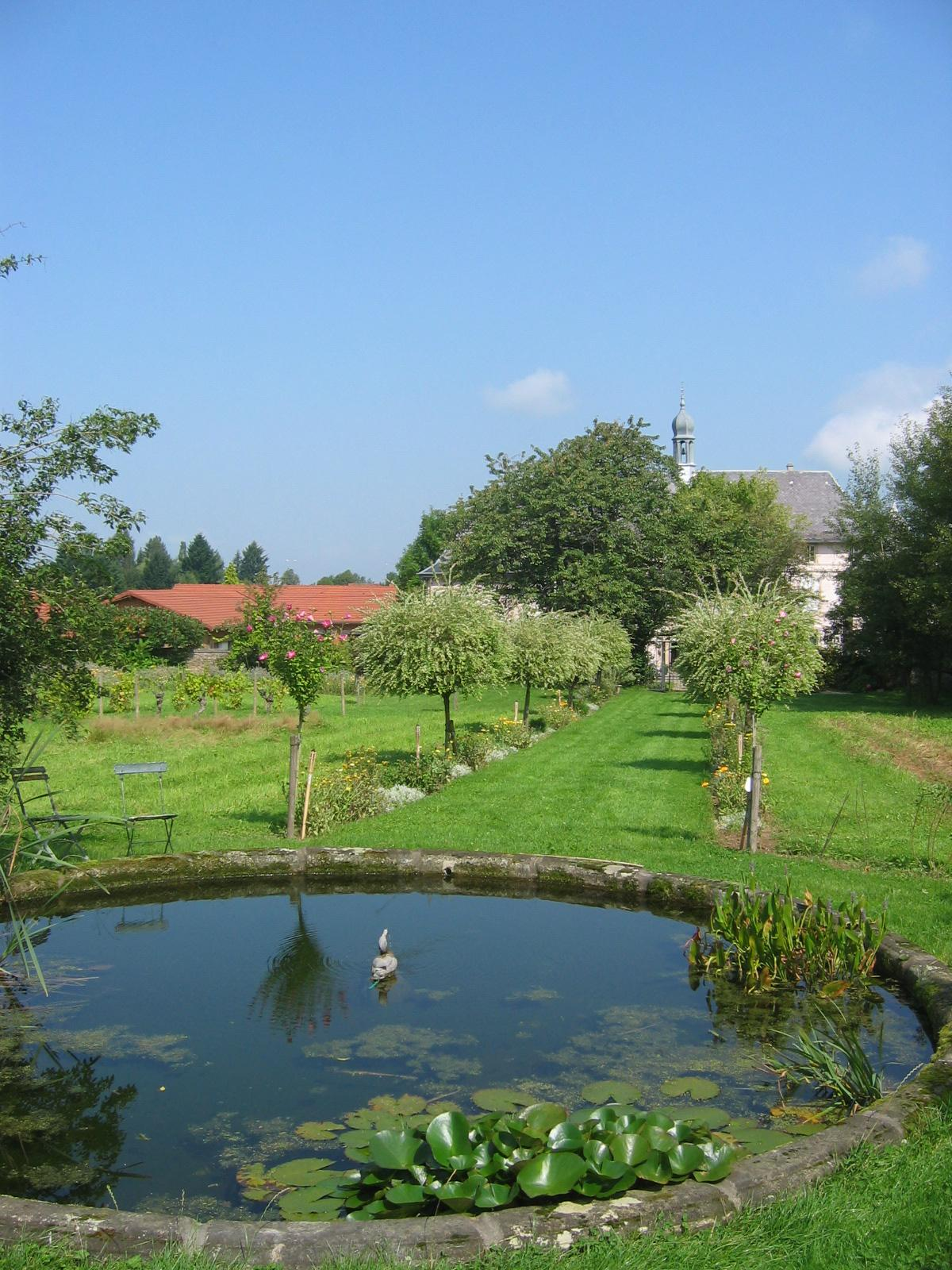
Le parc du Château, avec le bassin d'agrément.

Situé en face du château, en haut d’un escalier, le parc s’étend sur une superficie d’un hectare, il était utilisé comme jardin d’agrément. 
En son centre, un bassin en pierre formait le point de départ de quatre allées (nord, sud, est, ouest). 
Un véritable jardin à la française.  
Aujourd’hui, on y trouve un jardin potager, quelques pieds de vignes, ainsi qu’une bergerie et quelques animaux.

### L’orangerie
Bâtie à gauche du château, l’orangerie était précédée d’un petit jardin avec en son centre un bassin et un jet d’eau. Elle renfermait jusqu’en 1919, des espèces exotiques rarissimes de toute beauté. Après cette date, le propriétaire de l’époque, un officier retraité, de retour des colonies, la fit convertir en une éphémère fabrique de boutons de nacre, utilisés pour habiller les militaires des nombreuses casernes de la région.
A-t-elle été construite en même temps que le château ? On peut le penser sans pouvoir l’affirmer.

## Historique
Comme mentionné précédemment, il ne semble pas possible de donner la date exacte du début et de la fin des travaux de construction du château. On sait toutefois qu’il existe déjà en 1736.
Une autre chose est sûre. La ferme située à gauche du château est plus ancienne.
Deux familles de propriétaires ont véritablement marqué l’histoire du château de Failloux : la famille Masson et la famille Collinet de la Salle.

### Rappel du contexte historique
Jusqu’en 1766, Épinal et sa région ne sont pas français mais rattaché au Duché de Lorraine.
En 1670, les Français prennent la ville de Nancy, le duc Charles IV se réfugie à Épinal. La ville défendue par le Comte de Tornielle est attaquée par les troupes du maréchal de Créqui. 
Ce dernier s’empare de la ville d’Épinal le 19 septembre et de son château le 28 septembre. 
La ville est condamnée à verser une somme exorbitante aux Français de trente mille francs barrois et doit démolir à ses frais le château et les fortifications. Ces conditions exigées sur ordre du roi étaient destinées à effrayer la Lorraine. 
Le château est détruit mais les fortifications ne sont détruites que partiellement. 
Le montant de la somme d’argent à verser est fortement diminué après la reddition des autres places fortes lorraines. Mais la chute de la ville représente un tournant, la ville cesse d’être une place forte. La ville se francise progressivement. 
En 1736, le duc François III, fils de Léopold, épouse l'archiduchesse Marie-Thérèse d'Autriche, héritière des Habsbourg.
L'Alsace a été progressivement annexée au royaume de France au cours du règne de Louis XIV. 
Dans cette situation, la Lorraine et le Barrois sont quasiment une enclave étrangère dans son territoire. Louis XV refuse de la voir passer totalement entre les mains d'une grande puissance étrangère, qui plus est l'Empire, son ennemi héréditaire. L'Autriche et la France concluent un marché en vertu duquel François renonce à la Lorraine pour devenir grand-duc de Toscane (possession autrichienne), et la France accepte la Pragmatique Sanction de l'empereur.
Afin de ménager les susceptibilités, les duchés ne sont pas immédiatement annexés à la France mais remis, à titre viager, au beau-père de Louis XV, l'ex-roi de Pologne Stanislas Leszczyński qui, à partir de 1737, est le dernier duc souverain. Le pays est déjà gouverné de fait par un chancelier nommé par la France et, à la mort de Stanislas en 1766, la Lorraine et le Barrois sont définitivement annexés à la France 
et réorganisés.

### La construction du château
François-Léopold Masson, avocat, conseiller et procureur du roi à Épinal, jouissait de droits et privilèges d’exception. En 1736, il fut anobli et fit construire le château. Il en devient donc le premier propriétaire et devient de fait le premier seigneur de Failloux.
Le 13 août 1761, François-Léopold Masson, seigneur de Failloux, accueille Mesdames de France, Adelaïde et Victoire, filles de Louis XV, lors de leur passage à Épinal, sur la route des très en vogue thermes de Plombières.

### La famille Collinet de la Salle

Le blason de la famille
Collinet de la Salle.

Deux ans après la mort de F.L. Masson, le 21 juillet 1767, pour des problèmes de succession et en raison du trop grand nombre d’héritiers, le domaine est mis en vente. En 1768, François Loyal, receveur des deniers de la ville d’Épinal, et son épouse achètent le fief de Failloux qu’ils revendent quatre ans plus tard. 
Le 7 avril 1772, Charles-François-Xavier Collinet de la Salle, écuyer, seigneur de Fremifontaine et de Bouzillon et son épouse Anne-Marie Magdelaine Maurice de Sarisming achètent chacun la moitié du fief de Failloux. Il devient alors Seigneur de Frémifontaine et Failloux.
À la Révolution, la famille Collinet de la Salle va souffrir. Il aura fallu justifier de la non-émigration de son épouse (partie en cure en Suisse) et de son fils pour que le fief reste entre les mains de Charles-François-Xavier. Un de ses cousins, Pierre-Maurice Collinet de la Salle, n’aura pas autant de chance et sera traduit devant le tribunal révolutionnaire, condamné et exécuté à Paris, le même jour qu’une certaine Charlotte Corday. 
À la mort de Charles-François-Xavier Collinet de la Salle, survenue en son château le 21 novembre 1813, ses trois enfants héritent du bien de Failloux et d’autres. À la suite d’arrangements familiaux, seul leur fils Charles-Marie en demeurera l’unique propriétaire jusqu’à sa mort. 
Quand le 1er juin 1863, il meurt, célibataire, à l’âge de 89 ans, c’est la fin du fief de Failloux.
Il sera désormais morcelé en trois parties : le château, la ferme de la Grande Failloux et celle de la Petite Failloux.

### La guerre de 1870au Failloux

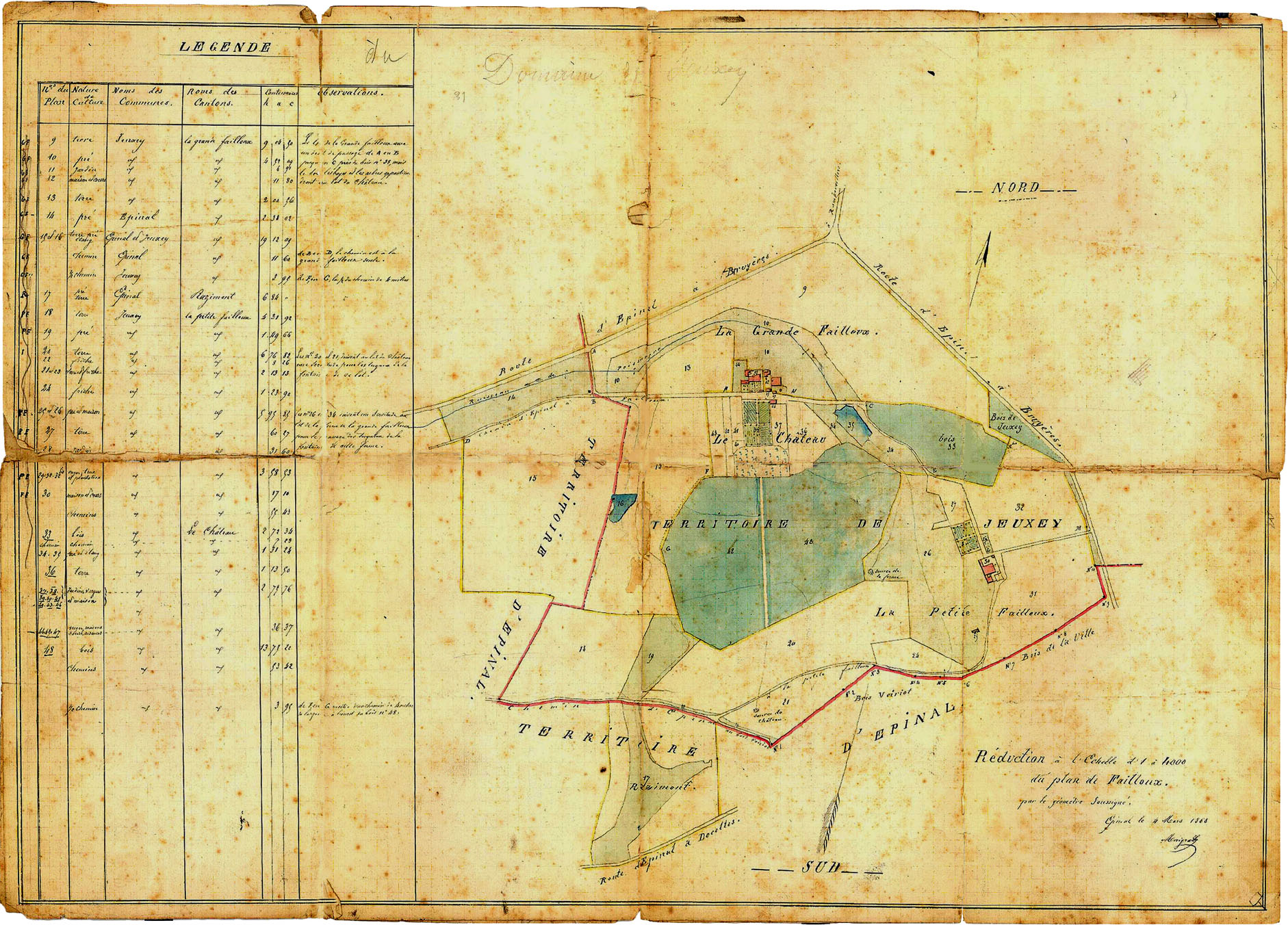
Plan du domaine de Failloux à l'échelle d'1 à 4000, daté du 4 mars 1868.

Le château de Failloux occupe un emplacement « stratégique » aux abords de l’agglomération spinalienne. Il permet, en effet, de surveiller les routes, qui, venant de Rambervillers, donnent accès, par Poissompré, les faubourgs de Saint-Michel et d’Ambrail, aux centres de la ville.
En 1870, après les défaites aux frontières et à Sedan, 250 gardes nationaux montent d’Épinal pour « défendre le château de Failloux ». 
C’est là, que le 12 octobre 1870, se tint l’ultime combat que livrèrent aux armées prussiennes les défenseurs d’Épinal.

Il ressort des témoignages transcrits dans « L’armée de l’Est » que : « Le bataillon de la garde nationale d’Épinal, se composait de 7 compagnies d’un effectif total d’environ 1 500 hommes. […] La 6e compagnie, sans chefs, s’élança au-delà de la ligne de défense, et se jeta dans la propriété de Failloux dominée de tous côtés par l’ennemi qui était dans les bois voisins. Ces quelques gardes nationaux se virent bientôt assaillis par une nuée d’allemands. […] Ces troupes spinaliennes n’ont cessé de faire face à l’ennemi qu’elles défiaient à très faible distance (souvent à 100 mètres), toutes disséminées derrière les amas de bois, dans la ferme de Failloux. Longtemps, elles se défendirent, mais enfin durent reculer devant le nombre et furent en partie désarmées et prisonnières. Là, surtout, la garde nationale a eu à déplorer des victimes, six hommes sont morts et huit blessés et 12 autres prisonniers. »
Le combat dura quatre heures, laissant au préfet le temps de transférer son administration, le matériel de chemin de fer, la caisse de trésorerie générale d’une valeur de 4 millions, et 400 blessés de l’hôpital militaire.
À la suite de cette guerre, le château demeura français, au même titre que le département des Vosges, qui ne fera jamais partie de l’Alsace-Lorraine allemande.

### AuXXesiècle
À la mort de Charles-François-Xavier Collinet de la Salle en 1863, le domaine de Failloux n’est plus qu’un simple lieu d’habitation et d’exploitation agricole.
Les propriétaires vont se succéder en nombre jusque dans les années 1960.
L’un d’entre eux fera abattre une allée de chênes centenaires reliant le château au chemin de Failloux, situé de l’autre côté de l’actuelle voie rapide (RN 57). Il en profitera également pour retirer les plantes exotiques situées dans l’orangerie pour en faire une usine de boutons de nacre.
Étonnamment, on connaît moins l’utilisation du château au XXe siècle qu’auparavant. 
Certains disent qu’il aurait servi d’annexe à la préfecture des Vosges durant les guerres mondiales, d’autres qu’il aurait plutôt été un hôpital de campagne. Jusque dans le début des années 2000, le château était très méconnu des habitants de la région, bien que des dizaines de milliers d'automobilistes l’observent chaque jour. Après avoir connu plusieurs vies lors du siècle dernier, il retrouve son but et son âme d’origine.

## XXIesiècle
Entièrement rénové au début des années 2000, il dispose aujourd'hui de plusieurs chambres d'hôtes (comme le château de Roncourt près de Contrexéville). Le château a été racheté en mars 2019 par la famille Jehl, qui poursuit l'activité touristique.